# Cerano d’Intelvi
Cerano d’Intelvi – miejscowość i gmina we Włoszech, w regionie Lombardia, w prowincji Como.
Według danych na rok 2004 gminę zamieszkiwały 502 osoby, 100,4 os./km².